# 朝阳广场站
朝阳广场站是南宁轨道交通1号线和2号线的地铁换乘站，设有12个出入口和2个同台换乘岛式站台，主体位于中华人民共和国广西壮族自治区南宁市兴宁区朝阳路地下。该站在2016年12月28日南宁轨道交通1号线西段通车时开放载客。远期与规划中的南宁轨道交通7号线换乘，并成为南宁轨道交通系统中第一座三线换乘车站。

## 历史

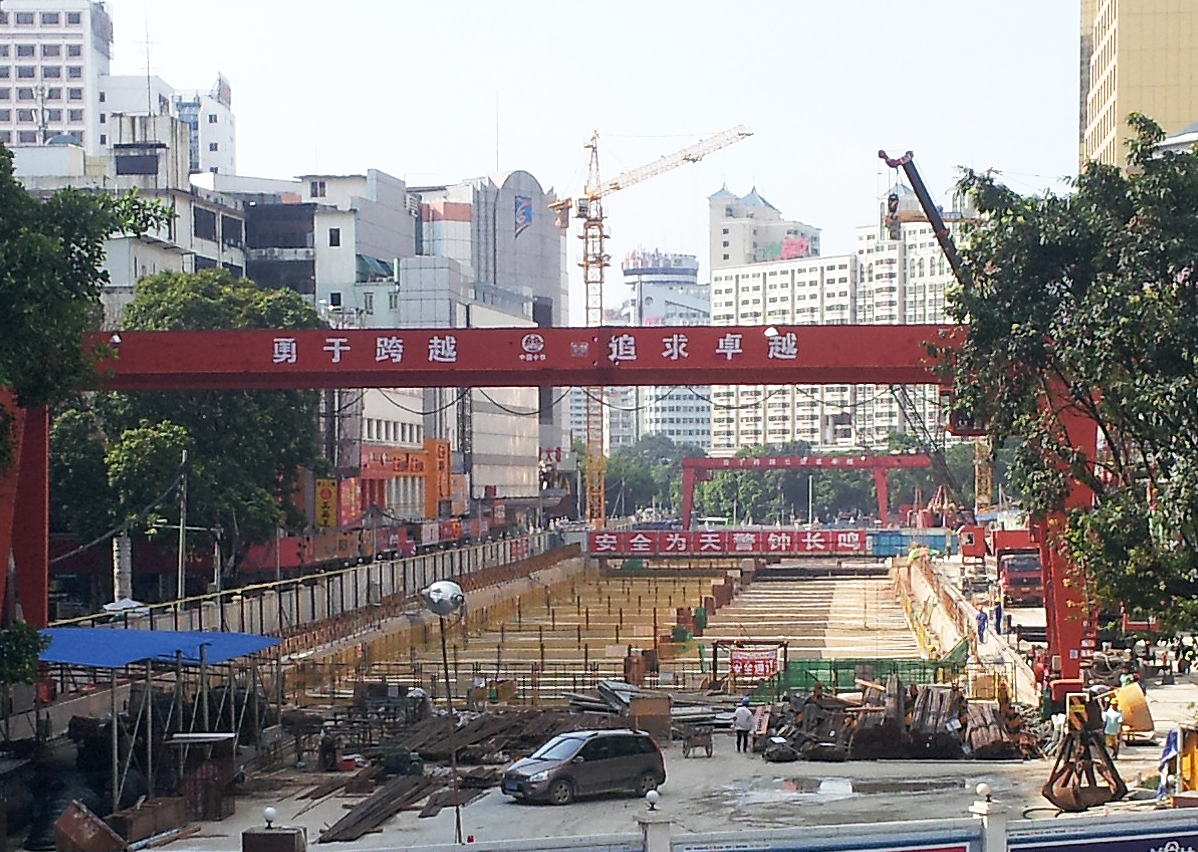
建设中的车站（2014年8月）

朝阳广场站在2013年4月开始建设。本站是1、2号线的换乘站，而且一来位于本站上方朝阳路的路面较窄，再来途经本站的2号线需要下穿邕江，所以本站的深度比1号线其他车站还要深，而本站的两个站台也会分布在地下三、四层。本站地下的地质复杂，土壤成分包括岩砾层、黏土层和原朝阳沟的淤泥土质，为车站的基坑开挖工作带来巨大的困难，所以施工方在开挖基坑的时候，必须在周围灌浆，支撑基坑的架构。在物资运送这方面，由于本站在地下施工，所以建筑材料、建筑设备都要用人手或者塔式起重機运到工地，比在地面施工的车站困难得多。此外，施工方还要做好周边建筑物的加固工作，保证这些楼宇的结构安全。这些难点都令传媒把朝阳广场站称为1号线车站当中最难建造的车站。朝阳广场站主体结构于2015年6月30日封顶，该站站厅和1号线月台也在2016年12月28日1号线西段（石埠站－麻村站）开始试运行的同时正式启用，成为1号线的中途站之一。2号线月台则在2017年12月28日2号线通车的同时正式启用。

## 设施

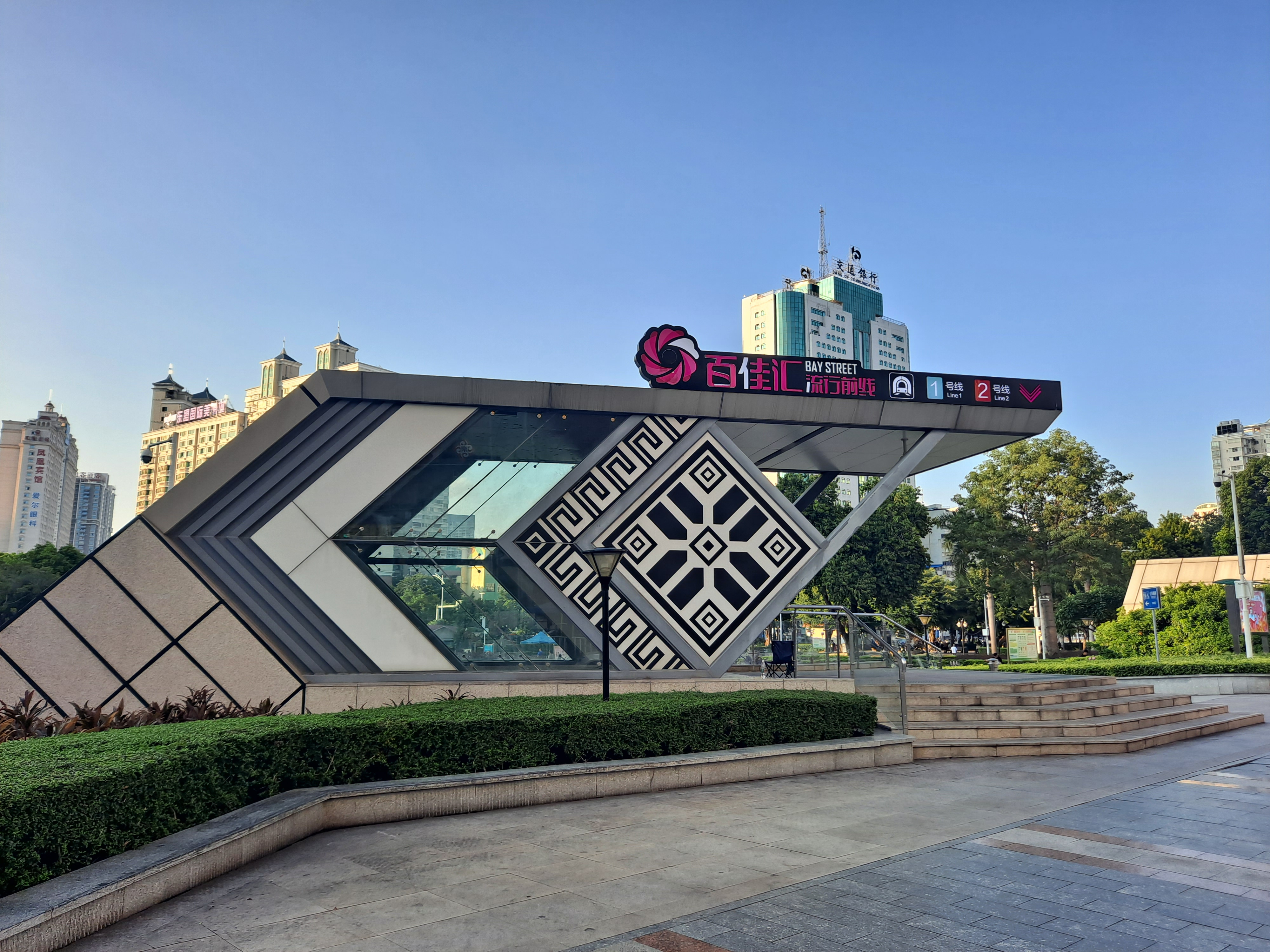
地铁站及商业街出入口

### 结构
朝阳广场站长321米，深32.18米，是1号线最深的车站。该站设有4层，地面为出入口，地下一层是“柠檬町”商业街，地下二层为站厅，地下三层为1号线月台（往火车东站）和2号线月台（往西津），地下四层为1号线月台（往石埠）和2号线月台（往坛泽）。朝阳广场站是1、2号线的跨月台转车站，提供逆向转乘的服务。
| 地面     | 出入口                | 出入口                    |
| 地下一层 | 商业开发（柠檬町）    | 商业开发（柠檬町）        |
| 地下二层 | 大堂                  | 客服中心、自助服务        |
| 地下三层 |                       | █ 1号线列車往火车东站方向 |
| 地下三层 | 島式月台              |                           |
| 地下三层 | █ 2号线列車往西津方向 |                           |
| 地下四层 |                       | █ 1号线列車往石埠方向     |
| 地下四层 | 島式月台              |                           |
| 地下四层 | █ 2号线列車往坛泽方向 |                           |

### 出入口
朝阳广场站形似狭长的方形，线路开通时启用A、C、D三個出入口，其中C出口设有无障碍电梯。连同尚未启用的B出入口和通往地面与站厅夹层商业街的出入口，本站总共设有12个出入口，是目前南宁轨道交通出入口最多的站点。
| 出口编号            | 照片                 | 出口指示             | 建议前往的目的地                                                                                     |
| ------------------- | -------------------- | -------------------- | --- |
| 出口A               |                      | 人民中路、西关路     | 人民中路、朝阳路、南京路、人民北路三里、西关路、解放路小学                                           |
| 出口B               | （此出入口尚未开放） | （此出入口尚未开放） | （此出入口尚未开放）                                                                                 |
| 出口C               |                      | 民生路、朝阳路       | 朝阳路、北宁路、民乐路、民生路、友爱南路、共和路、青云街、兴达街、朝阳商业广场、南宁市第四中学       |
| 出口D               |                      | 朝阳广场、新华路     | 新华路、朝阳路、民主路、人民东路、朝阳广场、广西民政厅、南宁市第九中学、南宁市总工会、人民东小学     |
| 出口E               |                      | 民生路步行街         | |
| 出口F               |                      |                      | 百盛步行街广场、邕江宾馆、南宁古城墙、绿都商厦、民生广场、黄金假日国际大酒店                         |
| 出口G               |                      |                      | 悦荟广场、国贸中心、钻石广场、印象城、昊天数码城、中山路步行街、南宁饭店、沃尔玛、百盛、中山路万象汇 |
| 出口H               |                      |                      | 悦荟广场、国贸中心、钻石广场、印象城、昊天数码城、中山路步行街、南宁饭店、沃尔玛、百盛、中山路万象汇 |
| 出口I               |                      | 新朝阳商业广场       | |
| 出口J               |                      |                      | |
| 出口K               |                      |                      | |
| 出口L               |                      |                      | |
| 注： 設有无障碍电梯 |                      |                      | |

## 服务及接驳公交
工作日高峰時段（早上7時至9時、晚上5時30分至7時30分），1号线发车间隔为3.5分钟，2号线发车间隔5分钟。双休日期间，1号线高峰时段（早上11時30分至晚上8時）行车间隔为5分钟，平峰时段（晚上8時至11時）为6分钟。2号线以下午12时至晚上11时为高峰时段，发车间隔为7分钟。其余时段，1号线发车间隔為7分钟，2号线发车间隔8分钟。從朝阳广场開往火車東站的首班車在每天上午6時42分開出，末班車在每天晚上11時26分開出；開往石埠站的首班車在每天上午6時43分開出，末班車在每天晚上11時28分開出；开往坛泽站的首班車在每天上午6時39分開出，末班車在每天晚上11時15分開出；開往西津站的首班車在每天上午6時55分開出，末班車则在每天晚上11時32分開出。
乘客可在本站周围换乘南宁公交B01路、B10路、B14路、B19路、B24路、B41路、5路、6路等公交路线。